# Papilio caiguanabus
Papilio caiguanabus is een vlinder uit de familie van de pages (Papilionidae). De wetenschappelijke naam van de soort is voor het eerst geldig gepubliceerd in 1851 door Felipe Poey y Aloy.